# Ernest Thompson Seton
Ernest Thompson Seton (South Shields, condado de Durham, 14 de agosto de 1860 — 23 de outubro de 1946), nascido Ernest Evan Thompson, foi um escocês naturalizado norte-americano que se tornou escritor renomado, artista da vida selvagem e fundador do primeiro clube de escoteiros dos Estados Unidos.

## Biografia
Seton desenvolveu uma fascinação por lobos enquanto trabalhava como naturalista em Manitoba. Tornou-se um escritor, artista e naturalista de sucesso, mudando-se para Nova Iorque para dar prosseguimento à sua carreira. Casou-se duas vezes. O primeiro casamento foi com Grace Gallatin em 1896. A única filha do casal, Ann, nasceu em 1904 e morreu em 1990. Ann, tornou-se autora de novelas históricas e biográficas de grande êxito comercial como Anya Seton. Ernest e Grace divorciaram-se em 1935, e Ernest logo casou-se com Julia M. Buttree. Não tiveram filhos, mas adotaram uma jovem, Beulah (Dee) Seton (depois Dee Seton Barber), em 1938. Dee Seton Barber morreu em 2006.
Seton foi um dos pioneiros da literatura de ficção com animais, sendo seu trabalho mais popular Wild Animals I Have Known (1898), que contém a história da morte do lobo Lobo. Este livro é ainda impresso.
Em 1931 tornou-se cidadão estadunidense. Morreu com 86 anos em Seton Village, Novo México, sendo cremado em Albuquerque. Em 1960, em homenagem ao seu centésimo aniversário, sua filha Dee e seu sobrinho Seton Cottier (filho de Anya) jogaram de um avião as suas cinzas de Seton Village.

## Livros
- Mammals of Manitoba (1886)
- Birds of Manitoba, Foster (1891)
- How to Catch Wolves, Oneida Community (1894)
- Studies in the Art Anatomy of Animals, Macmillan (1896)
- Wild Animals I Have Known, Scribners (1898)
- The Trail of the Sandhill Stag, Scribners (1899)
- Lobo, Rag, and Vixen, Scribners (1899)
- The Wild Animal Play For Children (Musical), Doubleday & Curtis (1900)
- The Biography of a Grizzly, Century (1900)
- Lobo (1900)
- Ragylug (1900)
- American Printing House For The Blind, Wild Animals I have Known (NY point system) (1900)
- Pennsylvania Institution for the Blind Four Books In Braille: Lobo, Redruff, Raggylug, Vixen (1900)
- Lives of the Hunted, Scribners (1901)
- Twelve Pictures of Wild Animals (no text) Scribners (1901)
- Krag and Johnny Bear, Scribners (1902)
- How to Play Indian (1903)
- Two Little Savages, Doubleday (1903)
- How to Make a Real Indian Teepee, Curtis (1903)
- How Boys Can Form a Band of Indians, Curtis (1903)
- The Red Book (1904)
- Monarch, The Big Bear of Tallac, Scribners (1904)
- Woodmyth and Fable, Century (1905)
- Animal Heroes, Scribners (1905)
- The Birch Bark Roll of the Woodcraft Indians (1906)
- The Natural History of the Ten Commandments, Scribners (1907)
- Fauna of Manitoba, British Assoc. Handbook (1909)
- Biography of a Silver Fox, Century (1909)
- Life-Histories of Northern Animals (2 Volumes), Scribners (1909)
- BSA: A Handbook of Woodcraft, Scouting, and Life-craft, Including General Sir Baden-Powell's Scouting for Boys. Doubleday and Page for the Boy Scouts of America (1910)
- The Forester's Manual, Doubleday (1910)
- Ernest Thompson Seton no Projeto Gutenberg , Scribners (1911)
- Rolf In The Woods, Doubleday (Dedicated to the Boy Scouts of America). (1911)
- The Book of Woodcraft and Indian Lore (1912)
- The Red Lodge, private printing of 100 copies (1912)
- Wild Animals at Home, Doubleday (1913)
- The Slum Cat, Constable (London) (1915)
- Legend of the White Reindeer, Constable (London) (1915)
- The Manual of the Woodcraft Indians (1915)
- Wild Animal Ways, Doubleday (1916)
- Woodcraft Manual for Girls (1916)
- The Preacher of Cedar Mountain, Doubleday (1917)
- Woodcraft Manual for Boys; the Sixteenth Birch Bark Roll. Garden City, N.Y., Doubleday, Page & Company, 1917. 441 pp. (1917)
- The Woodcraft Manual for Boys; the Seventeenth Birch Bark Roll. Garden City, New York Doubleday, Page & Company, 441 pp. (1918)
- The Woodcraft Manual for Girls; the Eighteenth Birch Bark Roll, Published for the Woodcraft League of America, Inc. Garden City, New York, Doubleday, Page & Company, 424 pp. Illus. and music. (1918)
- Sign Talk of the Indians, Doubleday (1918)
- The Laws and Honors of the Little Lodge of Woodcraft.(1919)
- The Brownie Wigwam; The Rules of the Brownies. N. Y. 8 vo., 7 pp. (1921)
- The Buffalo Wind (1921)
- Woodland Tales (1921)
- The Book of Woodcraft (1921)
- Bannertail: The Story of A Grey Squirrel, Scribners (1922)
- Manual of the Brownies; Manual of the Brownies, the Little Lodge of the Woodcraft League of America. 6th edition. A pamphlet of 10 pp. Oct., New York. (1922)
- The Ten Commandments in the Animal World, Doubleday (1923)
- Animals, The Nature Library, Doubleday (Color Plates) (1926)
- Lobo, Rag, and Vixen (The Scribner Series of School Reading), Scribners, 147 pp. (1927)
- Old Silver Grizzly, Hodder (London) (ca. 1927)
- Raggylug and Other Stories, Hodder (London) (ca. 1927)
- Chink and Other Stories, Hodder (London) (ca. 1927)
- Foam The Razorback, Hodder (London) (ca. 1927)
- Johnny Bear and Other Stories, Hodder (London) (ca. 1927)
- Lobo and Other Stories, Hodder (London) (ca. 1927)
- Animals Worth Knowing, (As Above), The Little Nature Library, Doubleday (No Color Plates) (1928)
- 1925-1928 Lives of Game Animals (4 Volumes), Doubleday
- Blazes on The Trail, Little Peegno Press (3 Pamphlets): Life Craft or Woodcraft; Rise of the Woodcraft Indians; Spartans of the West (1928)
- Krag, The Kootenay Ram and Other Stories, University of London Press (1929)
- Billy the Dog That Made Good, Hodder (London) (1930)
- Cute Coyote and Other Stories, Hodder (London) (1930)
- Lobo, Bingo, The Pacing Mustang (1930)
- Famous Animal Stories (1932)
- Animals Worth Knowing (1934)
- Johnny Bear, Lobo and Other Stories, (Modern Standard Authors) Scribners (1935)
- The Gospel of the Redman, com Julia Seton, Doubleday (1936)
- Biography of An Arctic Fox, Appleton-Century (1937)
- Great Historic Animals, Scribners (1937)
- Mainly About Wolves (Same as above), Methuen (London) (1937)
- Pictographs of the Old Southwest, with other authors, Cedar Rapids (1937)
- Buffalo Wind, Private printing of 200 (1938)
- Trail and Camp-Fire Stories (1940)
- Trail of an Artist-Naturalist: The Autobiography of Ernest Thompson Seton, Scribners (1940)
- Santanna, The Hero Dog of France, Limited printing of 500 copies with 300 autographed, Phoenix Press (1945)
- The Best of Ernest Thompson Seton (1949)
- Ernest Thompson Seton's America; Selections of the writings of the artist-naturalist. New York: Devin-Adair Co. 413 pages Edited with an intro by Farida A. Wiley (1954)
- Animal Tracks and Hunter Signs (1958)
- The Gospel of the Redman; com Julia M. Seton, Santa Fe NM; Seton Village (1958)